# Панфутуризм
 Панфутуризм  — литературная организация украинских футуристов, возникшая на Украине в 1921 году после Октябрьской революции.

## История
Футуристическое движение украинских писателей возникло на Украине после Октябрьской революции и было идейно связано с футуристическим направлением в Италии и России. Первоначально группа панфутуристов называлась Аспанфут (Ассоциация панфутуристов) и была создана в Киеве в 1921 году на базе литературных групп «Фламинго», «Ударная группа поэтов-футуристов» и научно-художественной группы «Комкосмос». Основателем литературной группы панфутуристов был Михаил Семенко. Манифест панфутуристов был опубликован в альманахе «Семафор у майбутнє» («Семафор в будущее»). Сочинения панфутуристов публиковались в газете «Катафалк искусства» и альманахе «Октябрьский сборник панфутуристов». Манифест подписали Гео Шкурупий, Михаил Семенко, Михаил Яловый, Олекса Слисаренко, Мирослав Ирчан, Марк Терещенко. Позже к группе панфтуристов присоединились Николай Бажан, Юрий Яновский, Олекса Влызько, Андрей Чужой, Владимир Ярошенко и другие. Литературная группа панфутуристов владела собственным издательством «Гольфшторм».
Термин «панфутуризм» был введён Гео Шкурупием. Украинский футуризм непосредственно связан с его теоретиком Михаилом Семенко, который разрабатывал теоретические вопросы новой литературы. В апреле — мае 1924 года панфутуристы переименовали свою организацию, дав ей название «Ассоциация работников коммунистической культуры». В 1924 году из печати вышел единственный номер альманаха новообразованной организации «Гонг комункульта», редактором которого был Михаил Семенко. В 1925 году значительная часть участников литературной организации панфутуристов вошла в другие литературные объединения. Несмотря на это, основное ядро панфутуристов, объединившееся вокруг журнала «Новое поколение» и состоящее из Михаила Семенко, Гео Шкурупия, Алексея Влызько, продолжало существовать как целостное литературное явление до 30-х годов XX века.

## Источник
- Ільницький О. Український футуризм. Літопис. Львів, 2003.
- «Аспанфут» // Українська радянська енциклопедія., 2-е видання., т. 1., Київ, 1977., стр. 275.
- Сулима М. М. «Аспанфут» // Українська літературна енциклопедія., т. 1. К., 1988., стр. 95.
- Сулима М. М. «Аспанфут» // Енциклопедія сучасної України., т.1., К., 2001., стр. 755.
- Аспанфут // Літературознавча енциклопедія / Автор-укладач Юрій Ковалів., т. 1., К., Академія, 2007., стр. 102.